# Muyun (köpinghuvudort i Kina, Hunan Sheng, lat 28,03, long 112,98)
Muyun (kinesiska: 暮云, 暮云镇) är en köpinghuvudort i Kina. Den ligger i provinsen Hunan, i den södra delen av landet, omkring 18 kilometer söder om provinshuvudstaden Changsha. Antalet invånare är 66 242. Befolkningen består av 29 301 kvinnor och 36 941 män. Barn under 15 år utgör 10,0 %, vuxna 15-64 år 82 %, och äldre över 65 år 7,0 %.
Runt Muyun är det mycket tätbefolkat, med 2 261 invånare per kvadratkilometer. Närmaste större samhälle är Changsha, 18,4 km norr om Muyun. Trakten runt Muyun består till största delen av jordbruksmark.
Genomsnittlig årsnederbörd är 1 875 millimeter. Den regnigaste månaden är maj, med i genomsnitt 330 mm nederbörd, och den torraste är oktober, med 39 mm nederbörd.